# 切诊

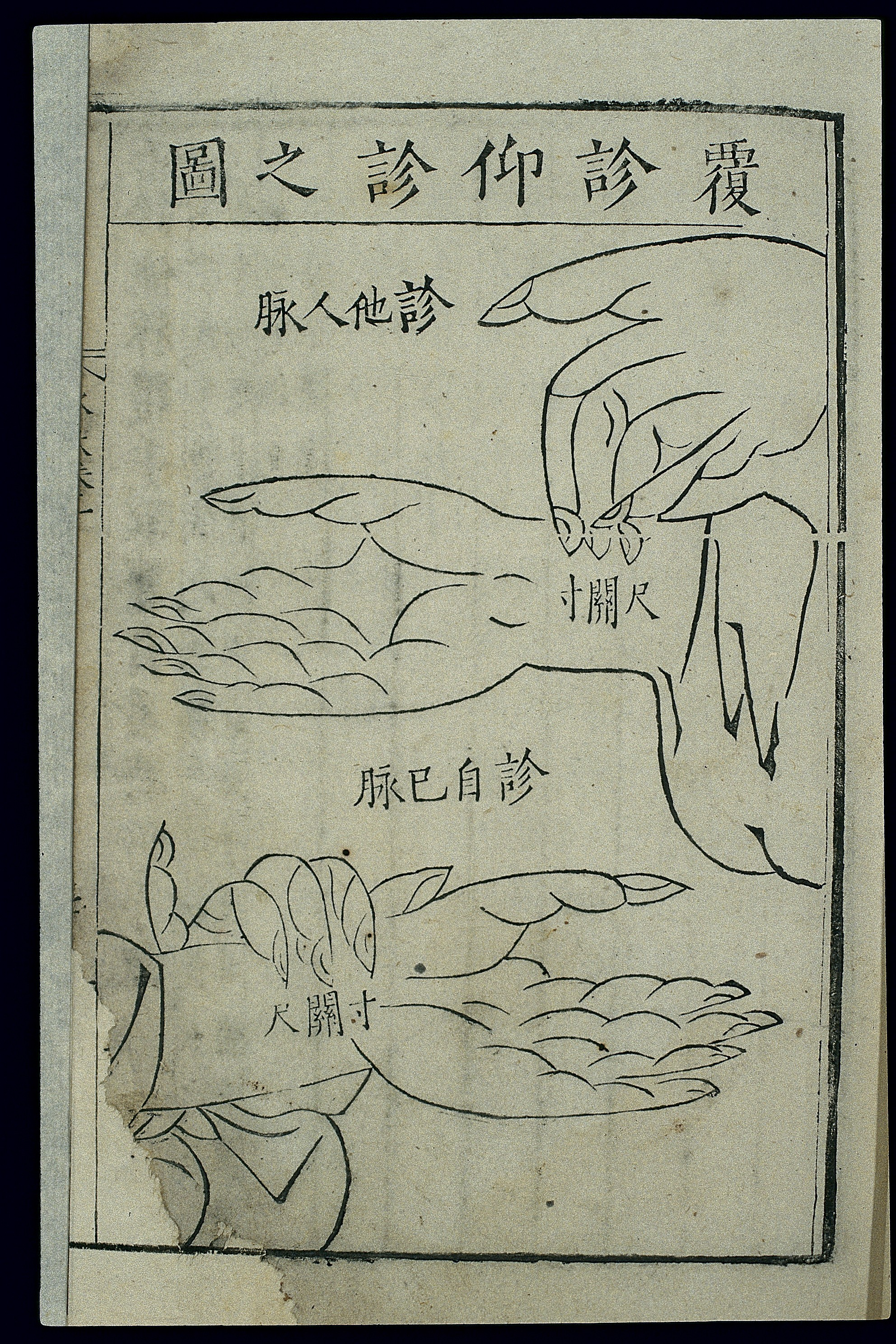
诊脉图，出自明张世贤《图注八十一难经》嘉靖三十三年（1554年）吴门沈氏碧梧亭刻本

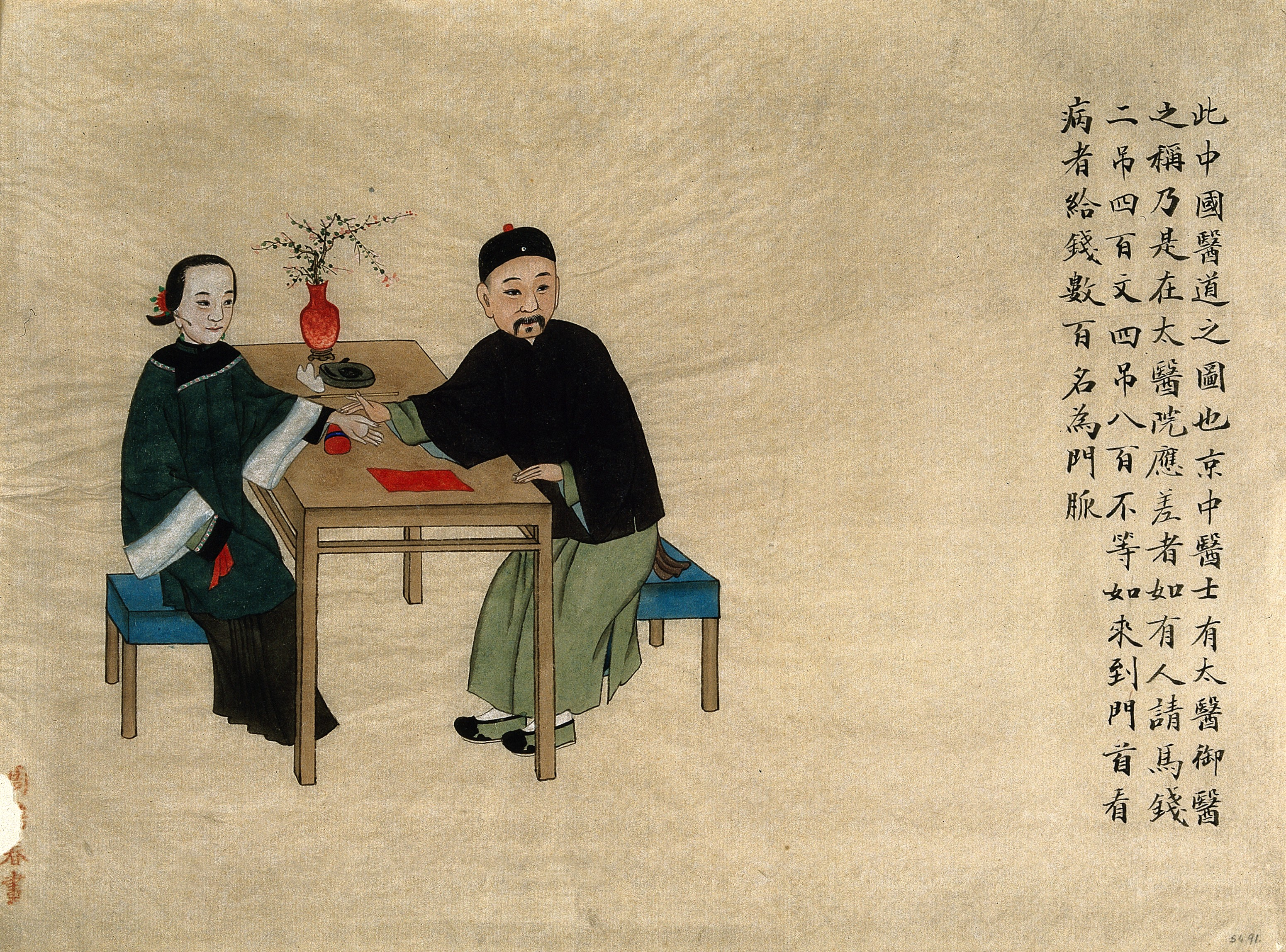
18世纪中国的脉诊

切诊，包括脉诊和按诊两部分，是医生运用双手对病人的一定部位进行触、摸、按压，从而了解疾病情况的方法。脉诊是按脉搏，根據《素問‧三部九候論》，古代最早的一種全身脈診法，它把人體頭部、上肢、下肢分成三部，每部各有上、中、下三處的動脈，在這些部位診脈，稱為三部九候。
頭部
上：兩額動脈（太陽穴），候頭部病變；中：兩側耳前動脈（耳門穴），候耳目病變；下:兩頰動脈（地倉穴、大迎穴），候口齒病變。
上肢
上: 手太陰肺經動脈（寸口太淵穴），侯肺；中:手少陰心經動脈（神門穴），侯心；下:手陽明大腸經動脈（合谷穴），候胸中。
下肢
上:足厥陰肝經動脈（五里穴、婦女取太沖穴），候肝；中:足太陰脾經動脈（箕門穴），侯脾，侯胃氣配足陽明胃經動脈（衝陽穴）；下:足少陰腎經動脈（太溪穴），候腎。
經過多年臨床實踐，逐漸演變成獨取寸口。《難經·一難》。指單獨診寸口脈，可診知全身疾患。因寸口屬手太陰肺經，肺朝百脈，肺為氣之主，肺經又起於中焦，乃氣血發源之處，寸口又為脈之大會，故能反映全身臟腑經脈氣血的變化，而診斷五臟六腑的病變。
按诊是对病人的肌肤、手足、脘腹及其病变部位的触摸按压，以测知局部冷热、软硬、压痛、包块或其他异常的变化，从而推断疾病的部位和性质的一种诊察方法。

## 常見病脈

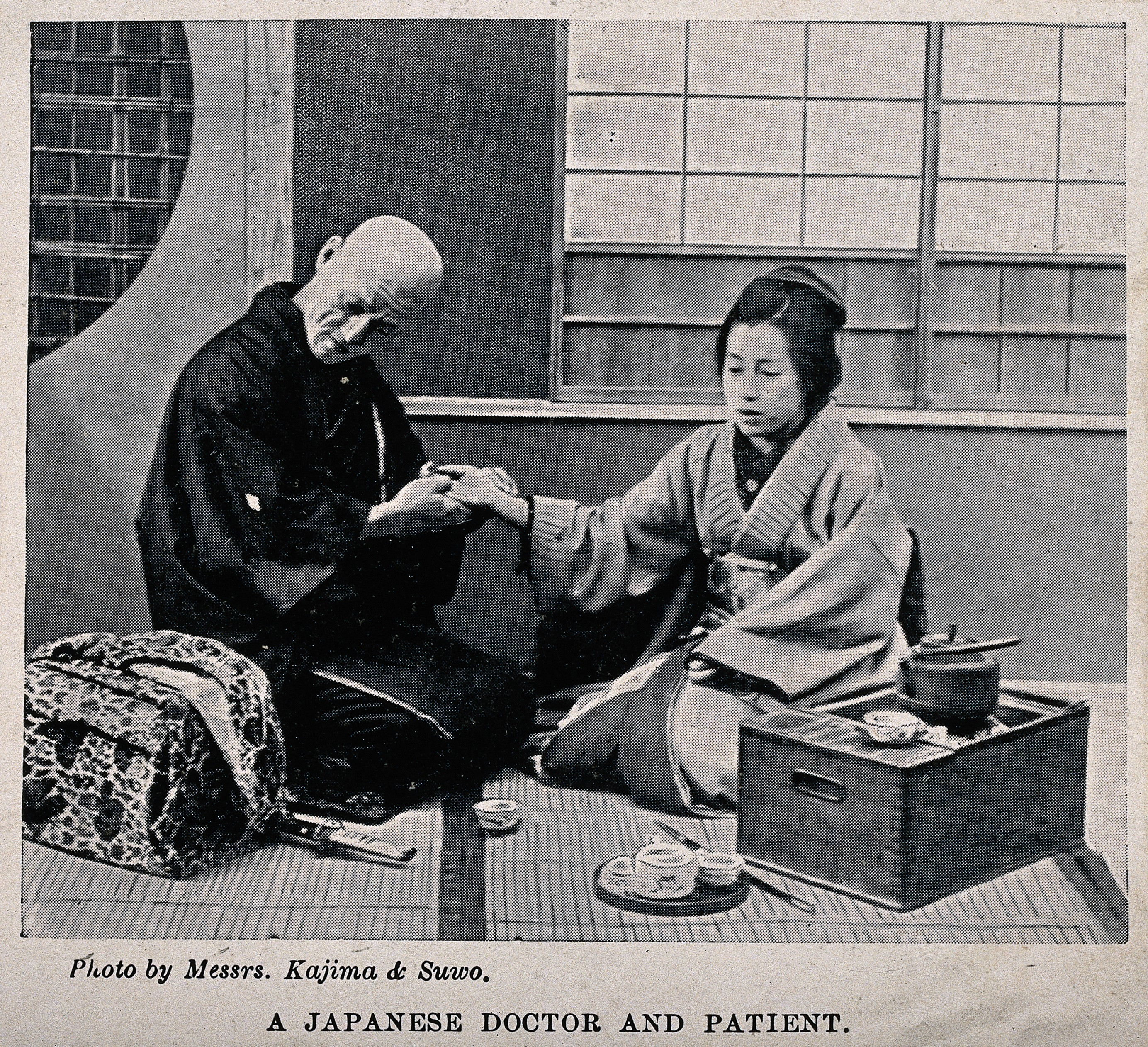
日本的脉诊

一般來說，一個健康人的脈象應為呼吸之間跳動四次，寸關尺三部之脈和緩有力，不浮不沉。常见的病脉，主要有浮、沉、数、迟、虚、实、滑、洪、细、弦等。
- 浮脈：浮的意思是脈位浮於表面，輕按可得，重按則減。表證由於外感病邪停留於表，因此脈氣鼓動於外，脈位淺顯。浮而有力則表實；浮而無力則表虛。虛陽外浮，脈浮大無力為危證。
- 沉脈：跟浮脈相反，沉脈脈位輕按而不得。主要為裡證。跟浮脈相似，有力為裡實，無力則為裡虛。
- 遲脈：遲的意思，是脈頻跳動遲緩，平均每分鐘跳動六十次以下。主病為寒證，有力為實寒，無力為虛寒。
- 數脈：數脈跟遲脈相反，意即脈象跳動頻密，每分鐘跳動九十次以上。主為熱證，有力為實熱，無力為虛熱。
- 虛脈：寸關尺三部脈皆無力，重按則空虛。主為虛證。
- 實脈：寸關尺三部脈象皆有力，主為實證。
- 滑脈：脈象滑如走珠，按之流利為滑脈，乃健康氣血充實之表徵。滑數之象，則為喜脈。
- 洪脈：洪脈，就是如洪水一般的意思。脈大而有力，波濤洶湧，來盛去衰。主為熱盛。
- 細脈：脈細小如線，起落明顯為細脈，主為虛證。
- 弦脈：脈按之如按琴弦。主為肝膽病、痛證、痰飲。[2]

## 外部連結
- 切診 （页面存档备份，存于）
- 常見病脈特徵
- 病脈，附脈脉示意圖